# Joseph Legros
Joseph Legros (o Le Gros) (Monampteuil, 7 o 8 settembre 1739 – La Rochelle, 27 dicembre 1793) è stato un tenore francese (haute-contre), occasionalmente anche compositore. Egli è ricordato soprattutto per la sua collaborazione con Christoph Willibald Gluck ed è di regola considerato come la più eminente haute-contre della sua generazione, seppure, almeno fino all'incontro con il compositore tedesco, alquanto mediocre come interprete e attore..

## Biografia
Legros era nato a Monampteuil, nel circondario di Laon. Dopo aver ricevuto da ragazzo un'iniziale formazione musicale da corista, una volta intervenuta la muta, sviluppò una bella ed estesa voce da haute-contre, tipologia di tenore acuto impiegata, nell'opera francese del periodo barocco e del Settecento, per i ruoli di giovane eroe e amante (e non solo per quelli). Legros debuttò all'Opéra di Parigi (Académie Royale de Musique) nel 1764 in una ripresa del Titon et l'Aurore di Jean-Joseph de Mondonville e fu rapidamente promosso a primo tenore dell'Opéra. Egli conservò tale posizione fino al sospirato ritiro nel 1783; ritiro che egli motivò con la sua sempre più ingombrante grassezza che lo metteva a disagio in palcoscenico, soprattutto nelle parti da "attor giovane" per le quali temeva ormai di apparire ridicolo.
La prima parte della carriera operistica di Legros fu dedicata alla riproposizione in palcoscenico dei ruoli principali delle opere di Jean-Baptiste Lully e di Jean-Philippe Rameau, che facevano ancora parte del repertorio ordinario dell'Opéra, e alla creazione di nuovi personaggi in quelle che venivano proposte dai loro stanchi epigoni. Ad una di queste, la pastorale La Cinquantaine di Jean-Benjamin de La Borde, messa in scena nel 1771, risale un episodio della carriera artistica di Legros che è stato spesso riferito dall'aneddotica sull'Académie Royale de Musique. Ritenendo sommamente insulso e di cattivo gusto il personaggio di Lubin a lui destinato nella pastorale, all'inizio rifiutò categoricamente di vestirne i panni, così contravvenendo ai suoi doveri di pensionnaire du Roi, ma, come raccontò un indignato Pidansat de Mairobert, dovette alla fine piegarsi di fronte alla concreta minaccia da parte di La Borde di fargli passare una cinquantina di giorni al fresco presso la prigione di For-l'Évêque.
Quando per la prima volta, nel 1774, un compositore straniero, Christoph Willibald Gluck, fu chiamato a lavorare nel teatro parigino, Legros si dovette confrontare con lo stile interpretativo introdotto dal nuovo maestro, che aveva caratteri fortemente innovativi per gli standard dell'Académie Royale de Musique del tempo. Malgrado il cantante "possedesse un registro superiore inusualmente brillante e flessibile, soprattutto tra il fa e il si bemolle acuti", Gluck non apprezzava affatto né le sue capacità espressive né quelle sceniche, ma non gli era concesso di sottrarsi alla regola che imponeva di attribuire al primo tenore della compagnia i ruoli protagonistici di giovane amante ed eroe. Conseguentemente, nel 1774, Legros si vide affidare i personaggi di Achille in Ifigenia in Aulide e, ancor di più, quello di Orfeo nella nuova versione francese dell'Orfeo ed Euridice. Nel quadro della revisione di quest'ultima opera, Gluck rielaborò per tenore acuto il ruolo protagonistico maschile, che era stato originariamente scritto per il contralto castrato Gaetano Guadagni, e poi già una volta trasposto per il soprano Giuseppe Millico.
(Patricia Howard, From 'Orfeo' to 'Orphée', in id. (a cura di), C.W. von Gluck: Orfeo, Cambridge, Cambridge University Press, 1981, p. 74)
Durante le lunghe prove lo scorbutico Gluck si dimostrò talvolta molto brusco nei confronti del cantante, che non riusciva a conformarsi alle sue indicazioni. Un osservatore tedesco così riportò le parole che egli rivolse a Legros mentre questi si stava arrabattando invano nel coro di apertura:
(Johann Christian von Mannlich, Ein deutscher Maler und Hofmann. Lebenserinnerungen, Berlin, Mittler, 1910, p. 274)

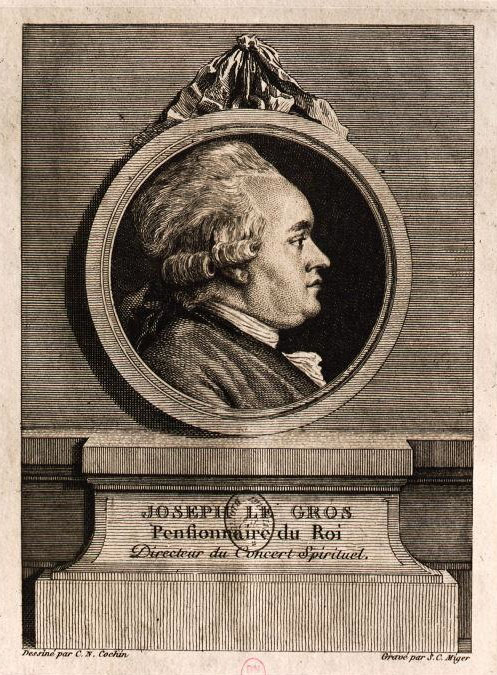
Joseph Le Gros (ca 1777)
Disegno di Charles-Nicolas Cochin
La didascalia recita:
«Artista alla dipendenze del Re
Direttore del Concert Spirituel»

Tuttavia, di solito erano invece proprio le tendenze urlatrici di Legros a far scattare l'indignazione di Gluck. Secondo un altro aneddoto raccontato da Berlioz, mentre il tenore stava provando la prima aria del secondo atto, ambientata davanti alle porte dell'Ade, Gluck lo investì con queste parole: «Signore! Signore! Faccia il piacere di moderare i suoi clamori. Per il diavolaccio, non urlano così neanche all'inferno!» In ogni caso, Legros si sottomise evidentemente di buon grado al rude tirocinio gluckiano e, con somma meraviglia degli appassionati parigini, ne uscì come un interprete completamente rinnovato. «Nel considerare ciò che il ruolo di Orfeo ha fatto per il signor Le Gros, – commentò l'Abbé François Arnaud (1721–1784), grande estimatore del musicista tedesco, – sono tentato di credere che la musica del cavalier Gluck sia più emozionante e drammatica di quella di qualsiasi altro compositore». Per parte sua, Friedrich Melchior von Grimm, che non era così fanatico di Gluck come l'Abbé Arnaud, scrisse che era difficile non considerare la metamorfosi di Legros se non «come uno dei più eminenti tra i miracoli prodotti da quel mago di Gluck». Legros se la sbrigò con onore perfino nello stile virtuosistico all'italiana della arietta "L'espoir renaît dans mon âme", interpolata per lui alla fine del primo atto.
Nel corso dei successivi nove anni egli apparve in tutte le maggiori opere francesi composte da Gluck, interpretando i personaggi di Admeto nella versione francese dell'Alceste, di Renaud nell'Armide, di Pilade nell'Iphigénie en Tauride e di Cynire in Echo et Narcisse. Prese anche parte a quattro prime rappresentazioni di opere di Niccolò Piccinni, creando il personaggio di Médor nel Roland, il ruolo del titolo nell'Atys, di nuovo Pilade nella versione dell'Iphigénie en Tauride composta da questo autore, e infine Raimond de Mayenne nella sua versione dell'Adèle de Ponthieu. La sua ultima creazione fu il ruolo eponimo nel Renaud di Antonio Sacchini, ruolo che peraltro lasciò al suo successore dopo soltanto pochi spettacoli.
Quando finalmente, nel 1783, Legros riuscì a ottenere il permesso di andare in pensione con un assegno di 2.000 lire, egli faceva parte del comitato di artisti cui era stata affidata la gestione dell'Opéra dopo le dimissioni del precedente direttore Antoine Dauvergne (1713-1797), nel 1782. Denis-Pierre-Jean Papillon de la Ferté (1727-1794), da gran tempo intendente unico dei Menus-Plaisirs du Roi, il dipartimento della corte dal quale dipendeva in ultima istanza il teatro, si espresse nei suoi confronti, in termini estremamente lusinghieri: egli era «il primo cantante dell'Opéra» e la sua partenza «avrebbe costituito una vera perdita per l'amministrazione». Manifestò anche l'opinione che Legros fosse l'unico ad essere realmente qualificato per ricoprire l'incarico vacante di direttore del teatro, ma il suo suggerimento cadde nel vuoto per l'opposizione degli altri componenti del comitato degli artisti.
Dal 1777 al 1790, anno di interruzione dell'attività, Legros diresse brillantemente il Concert Spirituel, facendosi promotore dell'esecuzione della musica di Haydn e Mozart, e commissionando anzi a quest'ultimo, durante il suo soggiorno parigino del 1778, la Sinfonia n. 31 in re maggiore (K 297), rimasta poi nota anche come Pariser Sinfonie. Collaborò con Léopold-Bastien Desormery (1740-1810) nella riscrittura della seconda entrée dell'opéra-ballet di François Lupien Grenet (1700?–1753), Le triomphe de l'harmonie. Il loro lavoro fu rappresentato all'Opéra il 16 febbraio 1775 sotto il titolo di Hylas et Eglé, come seconda entrée di uno degli spectacles coupés allora in gran voga, che comprendeva altresì l'Atto Turco da L'Europe galante di André Campra e l'acte de ballet La Provençale di Jean-Joseph Mouret. Durante questo periodo egli compose anche un'altra opera, Anacréon, mai rappresentata, e alcune canzoni. Morì a La Rochelle.

## Repertorio originale
L'elenco dei ruoli creati originariamente da Joseph Legros è tratto principalmente dalla voce sul cantante contenuta nel libro di Spire Pitou citato in bibliografia. Eventuali scostamenti sono dettagliati in nota a piè di pagina.
| personaggio         | opera                           | autore                                                                | anno  |
| ------------------- | ------------------------------- | --------------------------------------------------------------------- | ----- |
| Usbek               | Aline, reine de Golconde        | Pierre-Alexandre Monsigny                                             | 1766  |
| Batyle              | Anacreon                        | Jean-Philippe Rameau                                                  | 1766  |
| Amintas             | Sylvie                          | N. de Lagarde                                                         | 1766  |
| Amphion             | Amphion                         | Jean-Benjamin de La Borde                                             | 1767  |
| Sandomir            | Ernelinde, princesse de Norvège | François-André Danican Philidor                                       | 1767  |
| Octave              | La Vénitienne                   | Antoine Dauvergne (1713–1797)                                         | 1768  |
| Iphis               | Omphale                         | Philibert Cardonne                                                    | 1769  |
| Isménias            | Ismène et Isménias              | Jean-Benjamin de La Borde                                             | 1770  |
| Hylas               | La Fête de Flore                | Jean-Claude Trial (1732-1771)                                         | 1771  |
| Lubin               | La Cinquantaine                 | Jean-Benjamin de La Borde                                             | 1771  |
| Amintor             | Le Prix de la valeur            | Jean-Claude Trial                                                     | 1771  |
| Amadis              | Amadis de Gaule)                | Jean-Benjamin de La Borde & Pierre-Montan Berton (1727-1780           | 1771  |
| Raimond de Mayenne  | Adèle de Ponthieu               | Jean-Benjamin de La Borde & Pierre Montan Berton                      | 1772  |
| Ovide               | Ovide et Julie                  | Philibert Cardonne                                                    | 1773  |
| Bathile, Floridan   | L'Union de l'amour et des arts  | Étienne-Joseph Floquet (1748-1785)                                    | 1773  |
| Mucien              | Sabinus                         | François-Joseph Gossec                                                | 1773. |
| Achilles            | Iphigénie en Aulide             | Christoph Willibald Gluck                                             | 1774  |
| Orphée              | Orphée et Euridice              | Christoph Willibald Gluck                                             | 1774  |
| Azolan              | Azolan                          | Étienne-Joseph Floquet                                                | 1774  |
| Hylas               | Hylas et Eglé                   | Joseph Legros & Léopold-Bastien Desormery (1740-1810)                 | 1775  |
| Alexis              | Alexis et Daphnée               | François-Joseph Gossec                                                | 1775  |
| Admète              | Alceste                         | Christoph Willibald Gluck                                             | 1776  |
| Démogorgon          | Les romans                      | Jean-Baptiste Niel (1690?-1775?)/Giuseppe Cambini                     | 1776  |
| Renaud              | Armide                          | Christoph Willibald Gluck                                             | 1777  |
| Médor               | Roland                          | Niccolò Piccinni                                                      | 1778  |
| Neptune             | Hellé                           | Étienne-Joseph Floquet                                                | 1779  |
| Pylades             | Iphigénie in Tauride            | Christoph Willibald Gluck                                             | 1779  |
| Cynire              | Echo et Narcisse                | Christoph Willibald Gluck                                             | 1779  |
| Amadis              | Amadis de Gaule                 | Johann Christian Bach                                                 | 1779  |
| Atys                | Atys                            | Niccolò Piccinni                                                      | 1780  |
| Pyrrhus             | Andromaque                      | André Grétry                                                          | 1780  |
| Persée              | Persée                          | François-André Danican Philidor                                       | 1780  |
| Monsieur de Mersans | Le Seignieur bienfaisant        | Étienne-Joseph Floquet                                                | 1780  |
| Pylades             | Iphigénie in Tauride            | Niccolò Piccinni                                                      | 1781  |
| Raimond de Mayenne  | Adèle de Ponthieu               | Niccolò Piccinni                                                      | 1781  |
| Apollon             | Apollon et Coronis              | Jean-Baptiste Rey (1734-1810) & Louis-Charles-Joseph Rey (1738-1811). | 1781  |
| Thésée              | Thésée                          | François-Joseph Gossec                                                | 1782  |
| Renaud              | Renaud                          | Antonio Sacchini                                                      | 1783  |